# اثر فلین

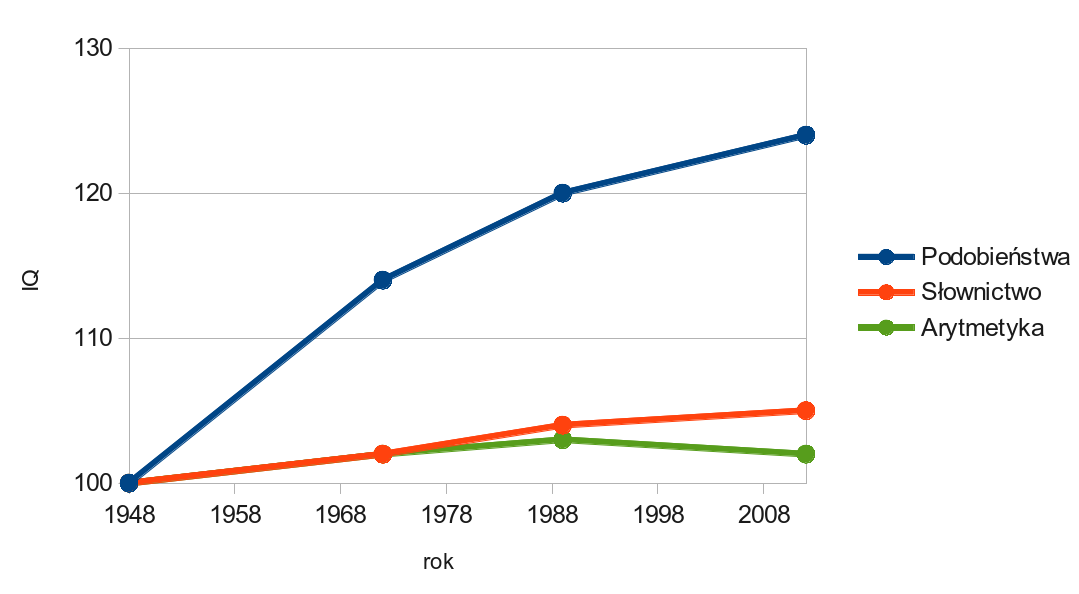
افزایش پیوسته ضریب هوشی در گذر زمان و با تست های مختلف

اثر فلین (به انگلیسی: Flynn effect) نامی است که به افزایش قابل توجّه و مداوم امتیازات آزمون هوش در بسیاری از مناطق جهان داده‌اند. زمانی که آزمون‌های ضریب هوشی (آی‌کیو) در ابتدا به وسیلهٔ نمونه‌ای از آزمون‌دهندگان استانداردسازی می‌شوند، برحسب قرارداد، میانگین نتایج را برابر ۱۰۰، و انحراف معیار آن‌ها را برابر ۱۵ یا ۱۶ امتیاز آی‌کیو در نظر می‌گیرند. زمانی که آزمون‌های آی‌کیو مورد تجدید نظر قرار می‌گیرند، آن‌ها با استفاده از نمونه‌ای جدید از آزمون‌دهندگان استانداردسازی می‌شوند، که معمولاً نسبت به نمونهٔ قبلی در زمان اخیرتری به دنیا آمده‌اند. دوباره، میانگین امتیازات گروه اخیر برابر ۱۰۰ گرفته می‌شود. امّا هنگامی که آزمون‌دهندگان جدید به‌وسیلهٔ آزمون‌های قبلی سنجیده می‌شوند، تقریباً همیشه میانگین امتیازات آن‌ها به‌طور قابل توجّهی بیش از ۱۰۰ می‌شود.
افزایش امتیازات آزمون، از زمانی که برای نخستین بار گرفته‌شدند تاکنون همواره پیوسته بوده و روندی تقریباً خطّی داشته‌است. برای آزمون ماتریس‌های پیش‌روندهٔ ریون، در دو نقطهٔ مختلف جهان، یعنی دی موین، آیووا و دامفرایز، اسکاتلند، در هرکدام دو دسته از آزمون‌دهندگان که به فاصلهٔ ۱۰۰ سال از یکدیگر زاده شده‌بودند، با هم مورد مقایسه قرار گرفتند. در هر دو مکان نتایج گروهی که ۱۰۰ سال بعد از گروه قبلی زاده شده‌بودند، به‌مراتب بهتر از نتایج گروه دیگر بود. چنین افزایشی در آی‌کیو در بسیاری از مناطق دیگر جهان نیز مشاهده شده‌است، هرچند که میزان آن از جایی به جایی دیگر متفاوت است.